# Aeronca Aircraft
Aeronca, acrónimo de Aeronautical Corporation of America, localizada en Middletown, Ohio, es un fabricante estadounidense de componentes de motor y fuselajes aeronáuticos para la aviación comercial y la industria de defensa. En los años 30 y 40 del siglo XX, la compañía fue un productor principal de aviones de aviación general, y también produjo los motores de algunos de sus primeros diseños.
Aeronca se ha convertido actualmente en una división de Magellan Aerospace, produciendo aviones, misiles y componentes de vehículos espaciales en la misma localización aneja al Hook Field Municipal Airport en Middletown.

## Historia

### Orígenes
La Aeronca Aircraft Corporation fue fundada el 11 de noviembre de 1928, en Cincinnati, Ohio. Respaldada por el soporte financiero y político de la prominente familia Taft, y del futuro senador por Ohio, Robert A. Taft, que fue uno de los directores de la firma, Aeronca se convirtió en la primera compañía en construir un avión de aviación general comercialmente exitoso. Cuando la producción finalizó en 1951, Aeronca había vendido 17.408 aviones de 55 modelos.

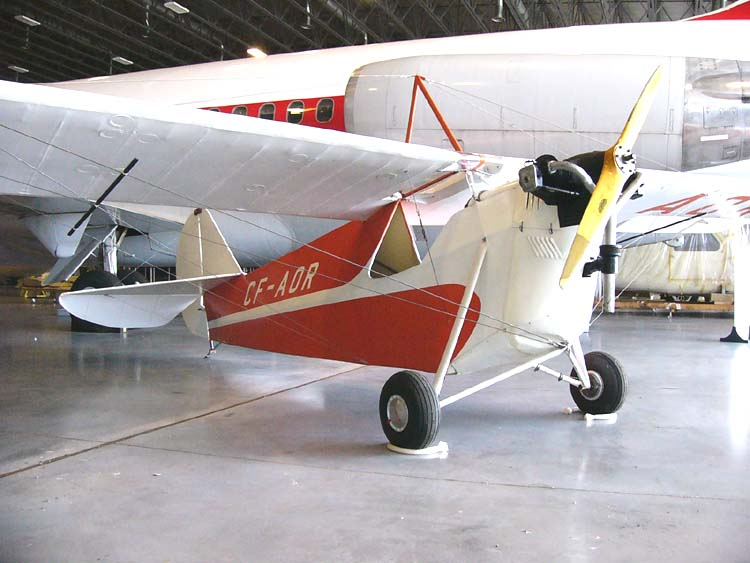
Aeronca C-2 registrado CF-AOR en el Canada Aviation Museum, Rockcliffe (Ottawa) Ontario, 2006.

La producción comenzó con el monoplano Aeronca C-2, diseñado por Jean A. Roche, a menudo llamado la "Bañera Volante" ("Flying Bathtub"), en 1929. El siguiente modelo principal fue el Scout de 1937, un biplaza, que fue desarrollado en el Chief y Super Chief al año siguiente.
En 1937, hubo una importante inundación en el Lunken Airport, con el resultado de quedar arrasada toda el área del aeropuerto. La fábrica de Aeronca quedó destruida, junto con el utillaje y casi todos los dibujos y planos iniciales. En este momento se tomó la decisión de trasladar las operaciones a un área más estable. Fue elegida Middletown, Ohio, y la compañía ha permanecido allí desde entonces. Todos los aviones producidos desde el comienzo de la producción en 1929 hasta 1937 se conocen como los Aeronca "Lunken". El primer Aeronca construido en Middletown fue producido el 5 de junio de 1940, y tras esta fecha, todos los Aeronca fueron construidos allí.

### Segunda Guerra Mundial
El Defender, una versión de entrenamiento en tándem del Chief, con un asiento trasero más alto, fue usado en el entrenamiento de muchos de los pilotos que volaron en la Segunda Guerra Mundial. Varios diseños de aviones de observación y enlace también fueron producidos durante y tras la guerra, incluyendo el L-3, L-16 y O-58.

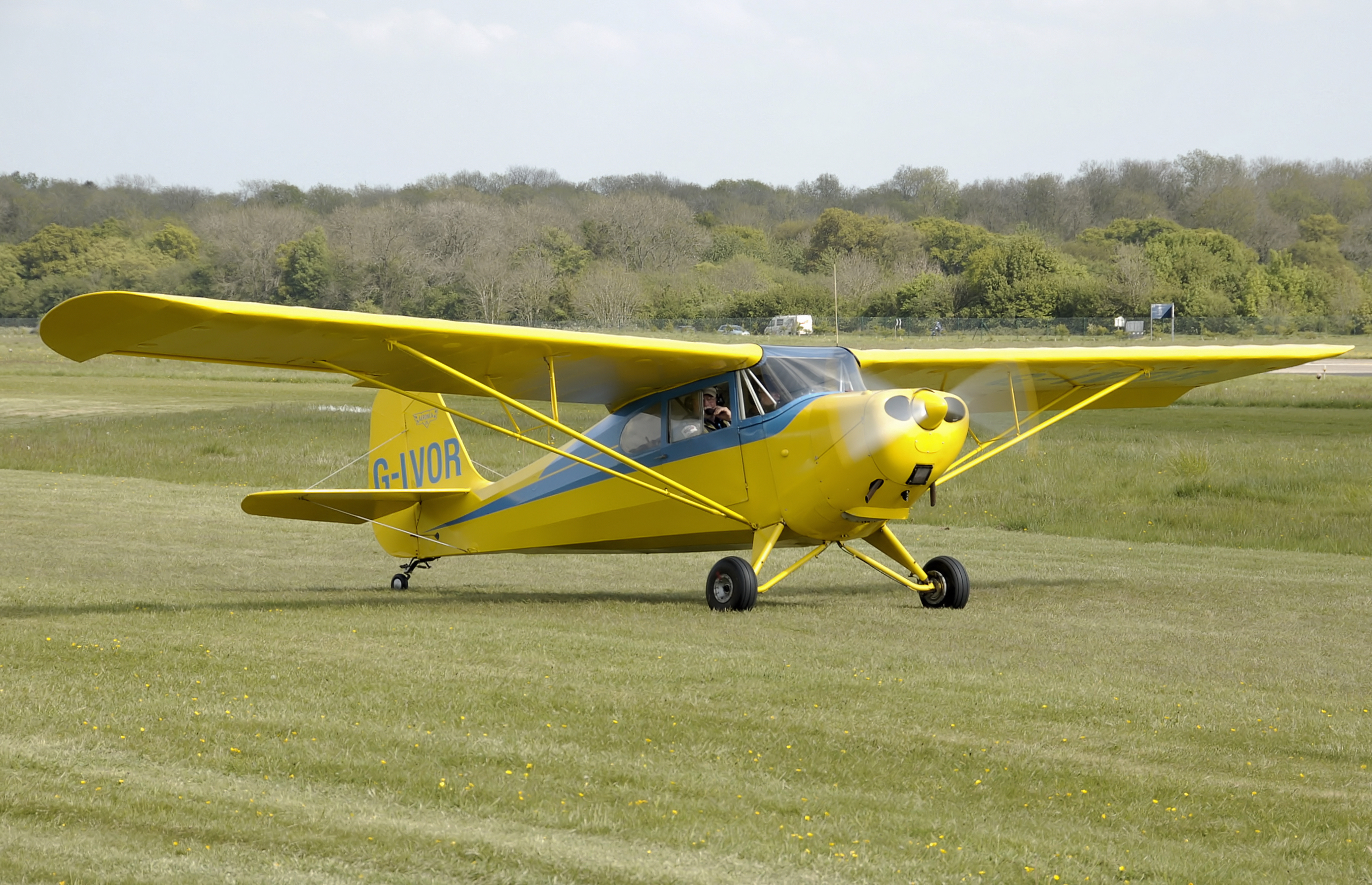
Aeronca 11AC Chef de 1940.

### Posguerra
En 1945, tras el final de la Segunda Guerra Mundial, Aeronca volvió a la producción civil con dos nuevos modelos, el 7AC Champion y el 11AC Chief. Aunque el Champ compartía su disposición de asientos en tándem con el entrenador en tándem de preguerra, y el Chief, su nombre con los diseños de Chief de preguerra, ambos eran diseños nuevos. Un beneficio del desarrollo simultáneo fue que los nuevos diseños tenían cerca del 80% de sus partes en común. Sin embargo, el Champ era favorito para el público, evidenciado por una tasa de ventas a favor de 4 a 1. Entre 1945 y 1951, cerca de 8.000 Champion fueron fabricados, mientras que en el mismo periodo, fueron producidos aproximadamente 2.000 Chief.

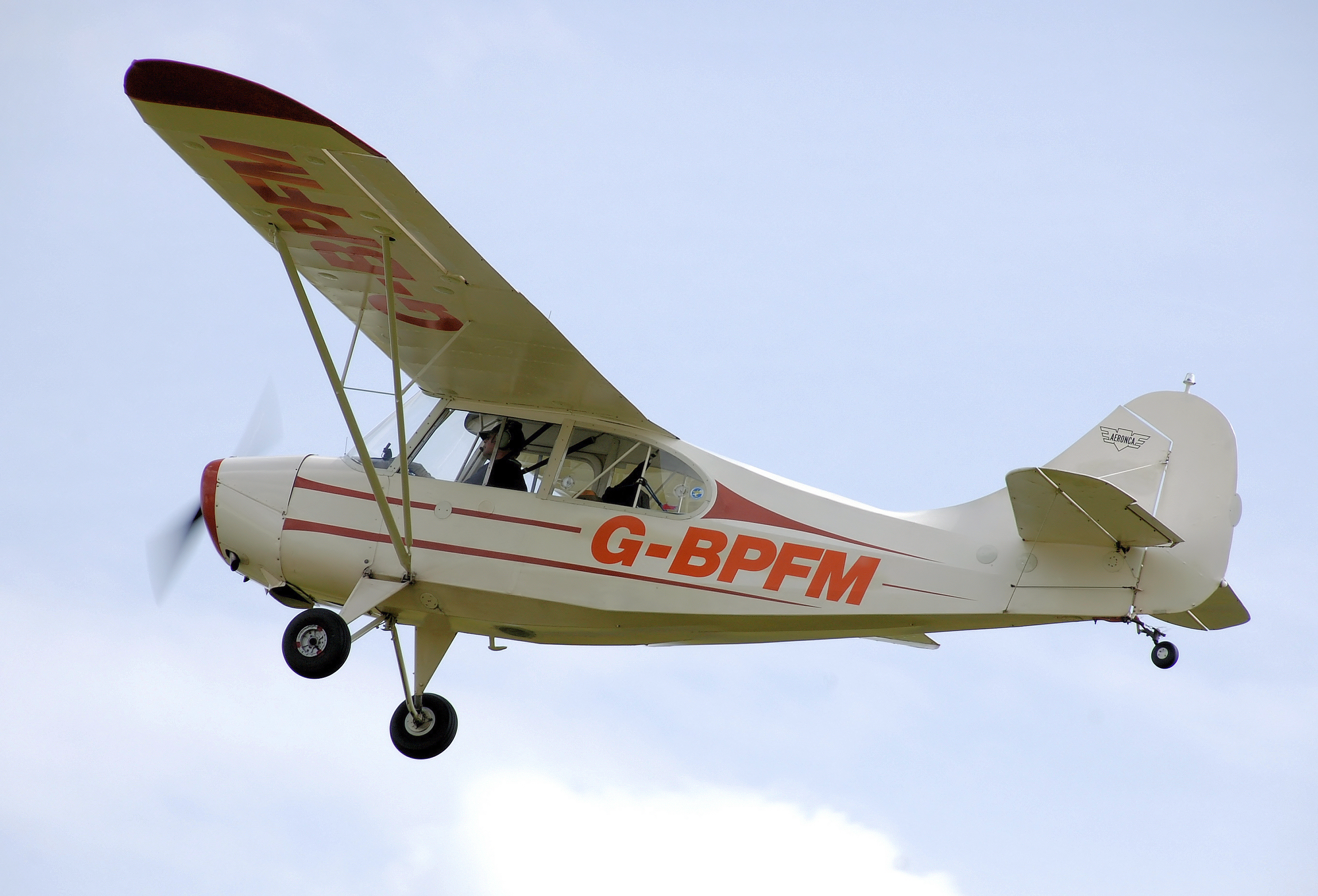
7AC Champion de 1946.

### Nueva propiedad
Aeronca cesó la producción de aviones ligeros en 1951, y en 1954 vendió el diseño del Champion a la nueva Champion Aircraft Corporation de Osceola, Wisconsin, que continuó construyendo variantes del Champion así como del diseño derivado, el Citabria. El venerable diseño fue adquirido de nuevo por la Bellanca Aircraft Company en 1970 y de otra vez por American Champion en 1988, donde permanece en producción. 
En 1978, Aeronca planeó comenzar de nuevo la producción de aviones con un prototipo, el Foxjet ST600. El proyecto fue finalmente cancelado debido a la falta de disponibilidad del motor WR-44.  Actualmente, Aeronca fabrica componentes para compañías aeroespaciales que incluyen a Boeing, Northrop Grumman, Lockheed y Airbus. En su historia de 23 años como fabricante de aviación general y militar, Aeronca produjo 17.408 aviones, abarcando 55 modelos diferentes.

## Aviones
Se da la fecha de la primera producción.
- Aeronca C-4: Un diseño biplano con cabina propuesta por el gerente de Aeronca Conrad Dietz. El concepto fue rechazado en favor del C-2.[1]
- Aeronca C-2: 1929, monoplano de ala alta y estructura de tubo y tela, monomotor y monoplaza, con patín de cola.
- Aeronca C-1 Cadet: 1931, avión deportivo ligero, monoplaza y monomotor.
- Aeronca C-3: 1931, desarrollo biplaza (lado a lado) del Aeronca C-2.
- Aeronca C-100: 1931, variación de construcción inglesa del Aeronca C-3.
- Aeronca L: 1935, monoplano de ala baja biplaza (lado a lado) y monomotor, con tren de aterrizaje convencional de rueda de cola.
- Familia Aeronca Chief:
  - Aeronca K: 1937, monoplano de ala alta biplaza y monomotor, con tren de aterrizaje convencional de rueda de cola.
  - Aeronca 50 Chief: 1938, monoplano de ala alta biplaza (lado a lado) y monomotor, con tren de aterrizaje convencional de rueda de cola y motor de 50 hp.
  - Aeronca 65 Super Chief: 1938, Aeronca Chief con motor de 65 hp.
  - Aeronca Defender: 1938, monoplano de ala alta biplaza (tándem) y monomotor, con tren de aterrizaje convencional de rueda de cola (vuelo en solitario desde el asiento trasero), precursor del 7 Champion.
  - Aeronca L-3: 1941, versión militar de Aeronca Champ.
  - Aeronca TG-5: 1942, entrenador de planeador del Ejército, basado en la estructura del L-3.
  - Aeronca LNR: 1942, designación de la Armada de los Estados Unidos para el Aeronca TG-5.
- Aeronca L-16: 1944, avión militar de enlace; base del Aeronca 7 Champ.
- Aeronca 7 Champion: 1945, monoplano de ala alta biplaza (tándem) y monomotor, con tren de aterrizaje convencional de rueda de cola, vuelo en solitario desde el asiento delantero.
- Aeronca 9 Arrow: 1947, monoplano de ala baja biplaza y monomotor, con tren de aterrizaje retráctil. Uno construido, no puesto en producción.
- Aeronca 11 Chief: 1945, diseño nuevo, pero similar al Chief de preguerra, con cabina ensanchada y ala diferente.
- Aeronca 12 Chum: 1946, competidor de Aeronca al Ercoupe. Dos prototipos construidos, no puesto en producción.[3]
- Aeronca 15 Sedan: 1947, avión de cuatro plazas con fuselaje recubierto de tela y alas totalmente metálicas.

## Misiles
- GT-1 (misil)

## Motores
- Aeronca E-107
- Aeronca E-113

## Exhibiciones en museo
- Mid-Atlantic Air Museum, Reading, Pennsylvania

Aeronca C-3 Master de 1936.
Aeronca Model "K" de 1937.